# El Liberal (Madrid)
El Liberal fue un diario matutino de España, fundado en Madrid el 31 de mayo de 1879 a partir de una escisión de periodistas republicanos de El Imparcial entre los que se encontraba Miguel Moya Ojanguren, director del diario entre 1890 y 1906. Fue uno de los principales diarios del periodo conocido como la Restauración. Incautado por el gobierno franquista, dejó de publicarse el 28 de marzo de 1939.
Mantuvo una orientación liberal republicana moderada a lo largo de sus sesenta años de vida, y en la segunda década del siglo XX alcanzó una de las mayores tiradas de la prensa española. Un estudio de María Dolores Sáiz lo cataloga entre los más leídos por el sector obrero “por su lenguaje claro y contundente, su preocupación por los problemas de los trabajadores, sus informaciones rigurosas y exhaustivas y un cierto sensacionalismo”. Se hizo muy popular por su amplia sección de anuncios por palabras, una innovación en la prensa española del momento.

## Historia

### Inicios
Entre 1901 y 1902 fundó ediciones en Sevilla, Barcelona, Bilbao y Murcia, este último a través de la compra de Las Provincias de Levante. Algunas, como la de Bilbao, con posterioridad alcanzarían una andadura independiente.

### Época de esplendor

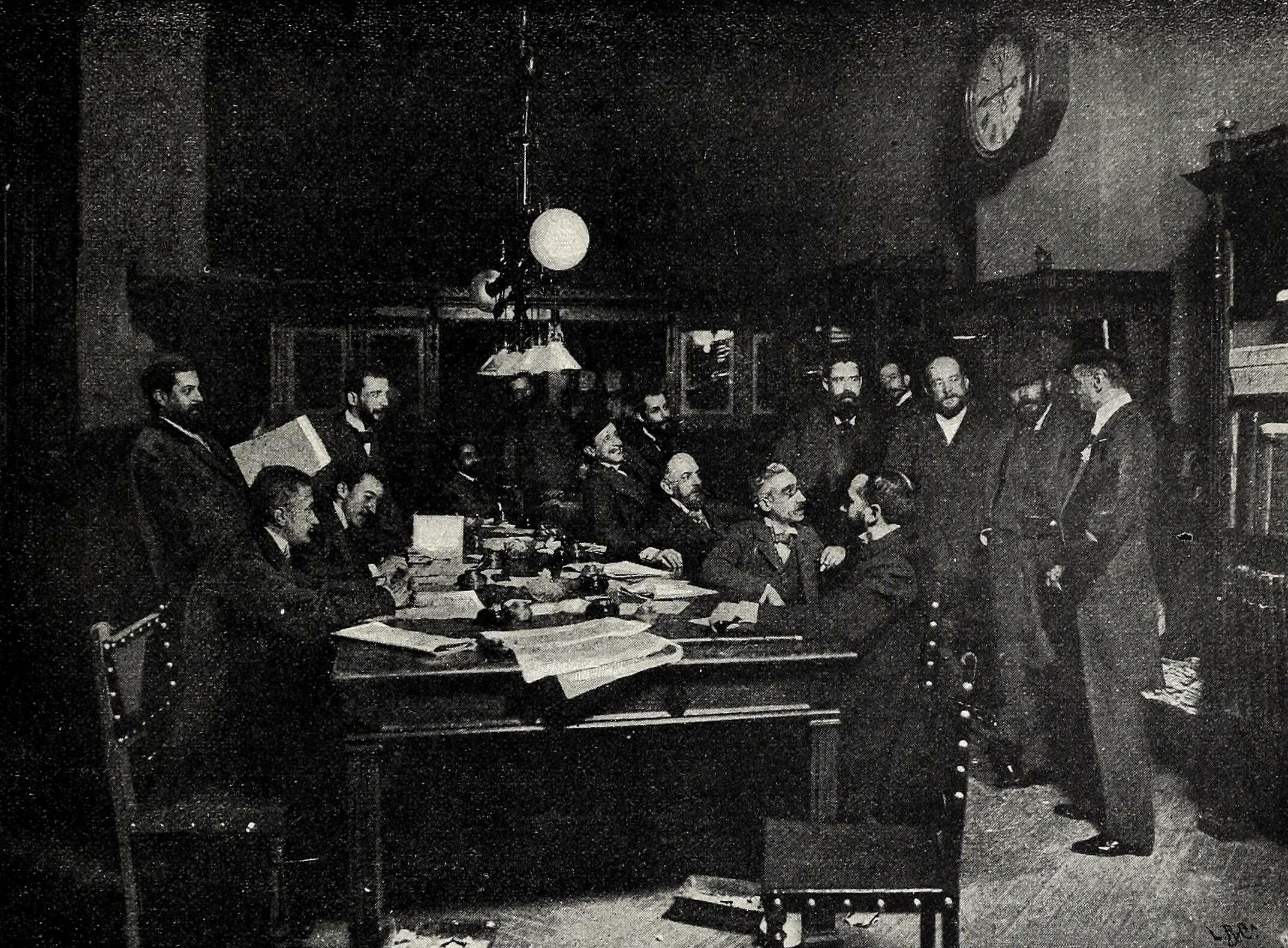
Redacción de El Liberal en una fotografía de Franzen (Blanco y Negro, 1 de febrero de 1896)

El éxito del periódico le lleva al crecimiento y a iniciar un proceso de concentración empresarial, y ya en 1906, formó junto con El Imparcial y Heraldo de Madrid la Sociedad Editorial de España también conocida como "el Trust" o "Grupo El Liberal". Era, de los tres periódicos, el más situado a la izquierda y el más difundido entre las clases populares de Madrid y su provincia. Entre 1906 y 1908 este grupo sigue creciendo con la adquisición de El Defensor de Granada y El Noroeste (Gijón). También edita el suplemento Monos, uno de los primeros tebeos.

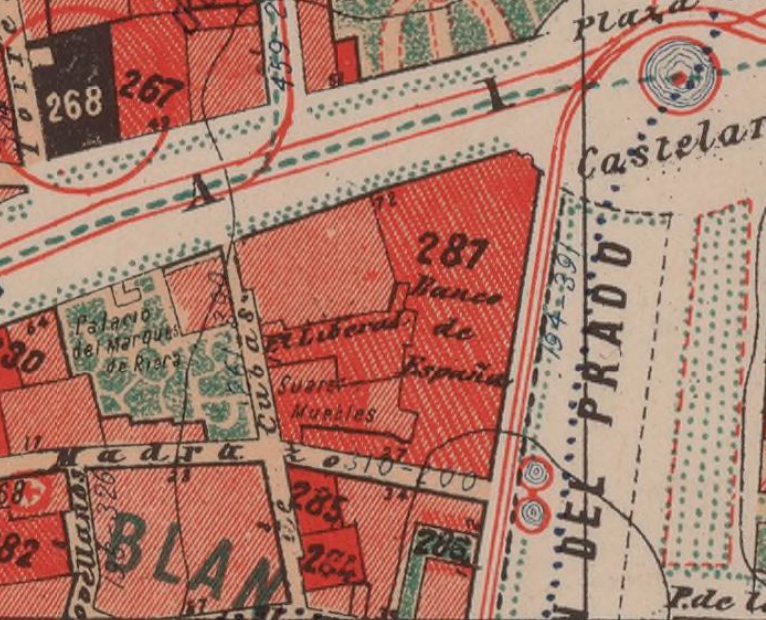
Sede de El Liberal en la calle del Turco (actual Marqués de Cubas) en Madrid. Plano de Facundo Cañada (1900).

En 1913 comienza el declive del "Trust" y en 1920 muere Miguel Moya. Dos años más tarde, la Sociedad Editorial de España se convierte en la Sociedad Editora Universal al entrar en su accionariado el empresario Manuel Busquets George su hermano Juan y el abogado Amadeu Hurtado. En esta nueva empresa tendría también un papel capital el gerente Antonio Sacristán Zavala (padre de Antonio Sacristán Colás), economista de prestigio que había estado presente en el grupo de Miguel Moya.

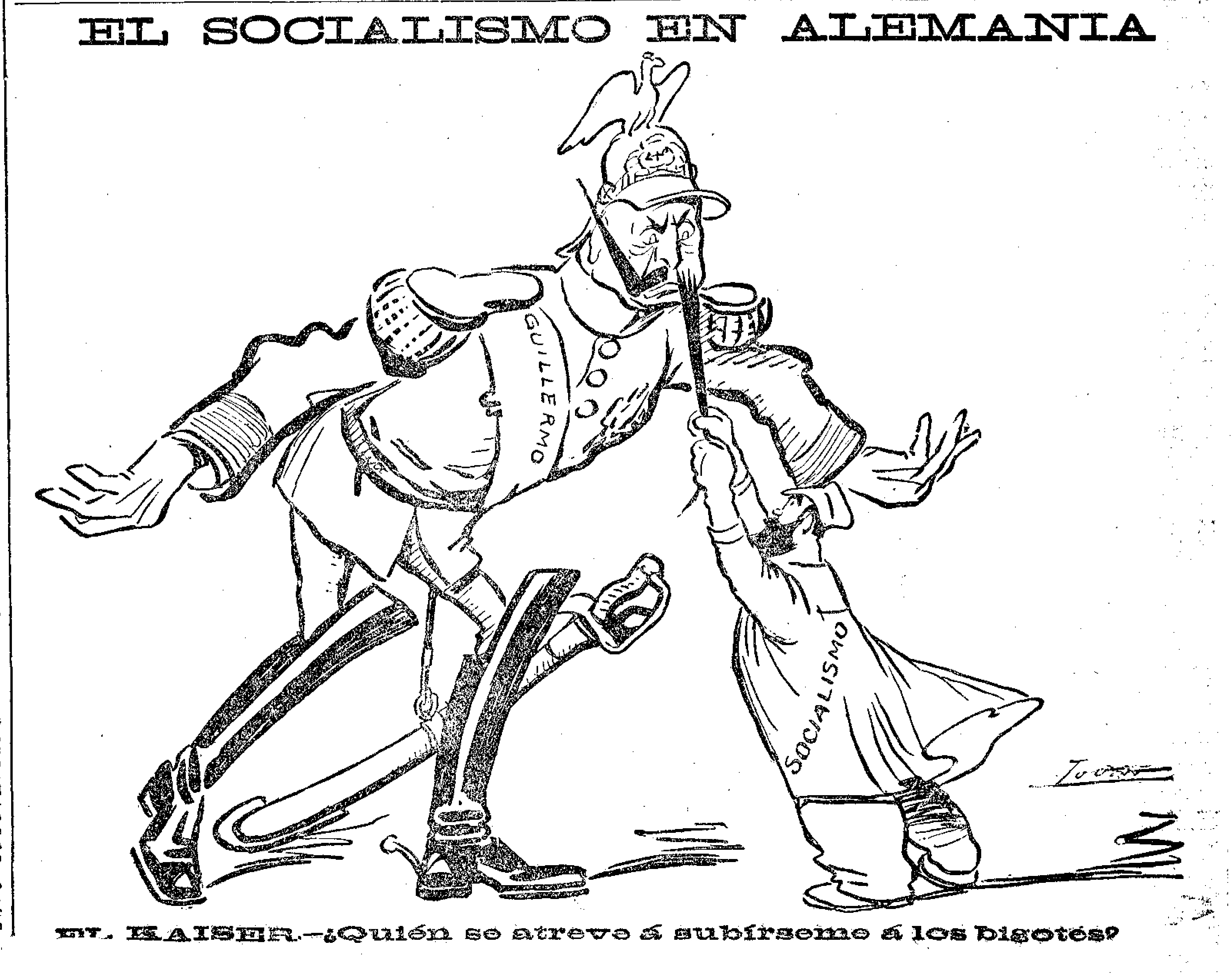
«El socialismo en Alemania» (17 de diciembre de 1910)

En 1923 llega a la dirección de El Liberal de Madrid Francisco Villanueva Oñate, que permanecería en el puesto hasta la guerra civil. Villanueva contó con la colaboración de Manuel Fontdevila Cruixent como redactor jefe en los primeros años de su mandato y juntos cambiaron el aspecto físico del periódico y elevaron su tono político hasta donde la censura previa de la dictadura de Miguel Primo de Rivera lo permitió. El Liberal de Madrid mantuvo su tono sobrio e intelectual y formó tándem con el vespertino Heraldo de Madrid que dirigiría y Manuel Fontdevila a partir de 1927 y que apostó por una línea más popular. Hacia 1930 tanto El Liberal como el Heraldo de Madrid podían ubicarse dentro de la prensa de ideología republicano-independiente.
Los dos periódicos de la Sociedad Editora Universal fueron grandes críticos de la dictadura y apostaron fuertemente por la opción republicana, especialmente en 1930, durante el gobierno del general Dámaso Berenguer. Durante los años de la II República se distinguió por su apoyo al régimen, con una orientación global de izquierdas y plural, aunque sin caer en ninguna filiación partidista. El periódico aumentó su tirada y rindió abundantes beneficios a sus propietarios; durante el periodo de la República El Liberal mantuvo una tirada de entre 50 000 y 100 000 ejemplares, aunque se mantuvo por debajo de los principales periódicos de Madrid durante el periodo republicano —ABC, Ahora y Heraldo de Madrid—.

### Últimos años
Durante la guerra civil, El Liberal estuvo bajo la influencia del comité obrero que se constituyó, pero con el contrapeso de los editores, que intentaban mantener su control desde Valencia primero y el exilio en Francia más tarde. Al entrar las tropas franquistas en Madrid, un grupo de periodistas falangistas se incautó de los periódicos de la Sociedad Editora Universal. Con su maquinaria y sus útiles de redacción se inició la impresión, días más tarde, del diario Madrid que dirigiría el periodista ultraderechista Juan Pujol Martínez. En 1947, los hermanos Busquets iniciaron acciones legales para recuperar su patrimonio incautado, una lucha que se prolongó durante décadas y que no dio resultado alguno.

## Colaboradores
Entre sus periodistas del periodo republicano estuvieron Emiliano M. Aguilera, José Manuel de Armiñán, Roberto Castrovido, Marcelino Domingo, Edmundo González Blanco, Gabriel Greiner, José Rocamora, Pedro Massa y Diego San José. Entre 1937 y 1938, su director fue Emilio Ayensa y, en 1939, Manuel Rosón Ayuso.